# Nyírbátor
Nyírbátor (németül: Bathor) város Szabolcs-Szatmár-Bereg vármegyében, a Nyírbátori járás központja.
A 15-16. századból fennmaradt világi és egyházi építészeti emlékeiről, és a város egykori földesurairól, a Báthoriakról is híres. A város történelmét az egymást váltó fejedelmek, főurak – Báthoriak, Bethlenek, Rákócziak és Károlyiak – határozták meg. Virágzása mégis a Báthori-családhoz kötődik.

## Fekvése
A vármegye délkeleti részén, a Debrecen–Nyíregyháza–Mátészalka háromszögben fekvő, hozzávetőlegesen 14 000 lakosú kisváros a Nyírség déli részének központja.
Az Alföld középső részei felől a Nyírségbe érkezve, ezen a vidéken láthatóan megváltozik a táj képe. A délebbi, végeláthatatlan síkságok helyébe egyre inkább lankás homokdombok lépnek, a növényzet dúsabbá, élénkebbé válik. A szántóföldek tábláit, az almáskerteket és a köztük kanyargó dűlőutakat úgyszólván mindenütt akácsor szegélyezi.
A térség fontosabb települései közül Máriapócs 11, Kállósemjén 14, Mátészalka 20, Nagykálló pedig 22 kilométerre, a kisebb települések közül Nyírvasvári 3, Piricse és Nyírcsászári 5-5, Nyírgyulaj 7,5, Nyírderzs 9,5, Nyírmihálydi pedig 19 kilométer távolságra található.

### Megközelítése

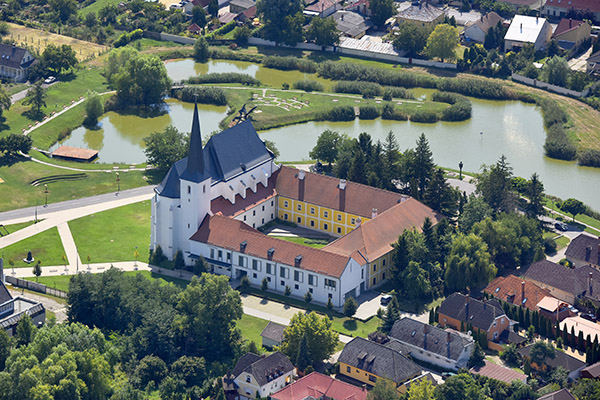
Nyírbátor, - légi fotó - Minorita templom és rendház

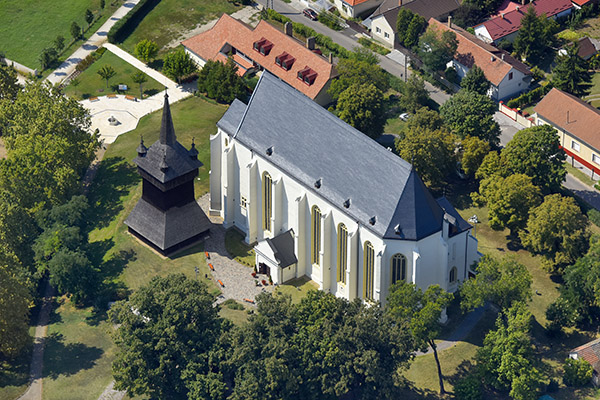
Légi felvételen a Református templom és a harangtorony

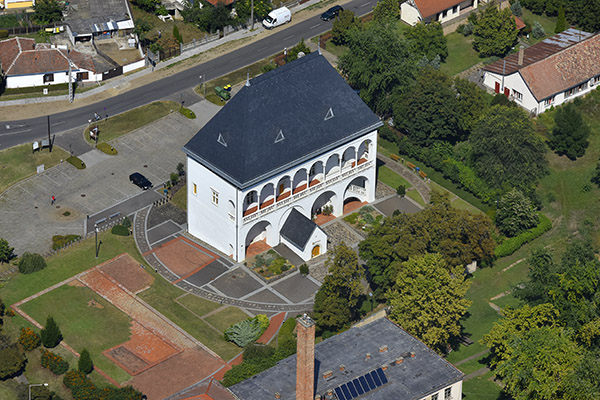
Nyírbátor, Báthori várkastély a levegőből

Legfontosabb közúti megközelítési útvonala a Debrecentől a városon át egészen Mátészalkáig húzódó 471-es főút, ezen érhető el mindkét végponti város irányából. A megyeszékhely Nyíregyházával a 4911-es út, Baktalórántházával a 493-as főút köti össze. Nyírvasvárival és Vállajjal a 4915-ös, Piricsével és Nyírábránnyal pedig a 4906-os út kapcsolja össze a várost.
A hazai vasútvonalak közül a települést a Apafa–Mátészalka-vasútvonal és a Nyíregyháza–Mátészalka–Zajta-vasútvonal érinti, melyeknek egy közös megállási pontjuk van itt. Nyírbátor vasútállomás a központ északi részén helyezkedik el, közúti elérését a 471-es főút belvárosi szakaszából északnak kiágazó 49 326-os számú mellékút teszi lehetővé.

## Története
A települést először 1279-ben említik a források, neve az ótörök batir (jó hős) szóból származik. Már ekkor a német eredetű Gutkeled nemzetség (a Báthoriak elődei) birtoka volt. A város a család birtokigazgatási központja és temetkezési helye lett. A helységet egészen 1613-ig, Báthory Gábor erdélyi fejedelem haláláig a család birtokolta. A 15. század második felében Báthory István – az 1479-es kenyérmezei csata hőse – emeltette Nyírbátor két középkori templomát. A mai református templomot – Johannes olasz mester remekét – családi kápolnának és temetkezési helynek szánták. Késő gótikus stílusban épített református temploma a legszebb hazai hálóboltozatos templomunk, amelyet hatalmas csúcsíves ablakok világítanak meg. A nagy értékű berendezési tárgyak felét a budapesti Nemzeti Múzeum, másik felét pedig a helybéli múzeum őrzi. A templom mellett álló harangtorony négy fiatornyos faépítmény. A maga nemében hazánkban a legrégebbi.
A 16. században Nyírbátor kiemelkedő szerepet játszott a magyar történelemben. 1549-ben I. Ferdinánd és Izabella megbízottai itt kötöttek egyezményt Erdélynek a magyar királysághoz való visszacsatolásáról.
A következő évtizedekben állandó vita tárgya volt a település hovatartozása, mert földesurai inkább az erdélyi fejedelmek fennhatóságát ismerték el. Később a város elszegényedett.
Az 1872. évi közigazgatási átszervezéskor elveszítette városi rangját, amit csak 1973-ban kapott vissza.

### A vár története
A nagy kiterjedésű birtok központjában, Bátorban már a középkorban volt a Báthori-családnak udvarháza, amelyet a 15. század második felében átalakítottak, bővítettek. A kutatások szerint a mai református templom mögötti dombon lehetett az az udvarház, amit a 16. században várkastélynak, illetve várnak említenek.
A várkastélyt palánk erősítette, melyet vizesárok is övezett. Feltételezhető, hogy a ma is látható és az 1730-as évek körül magtárrá alakított épület a vár része volt. Itt kötötték meg 1549. szeptember 8-án a nyírbátori egyezményt Fráter György és Ferdinánd király megbízottai, amelyben Erdély és a királyi Magyarország egyesülését mondták ki.
János Zsigmond 1564-ben több várral és várossal együtt Bátor várát is elfoglalta. 17. századi sorsáról nem tudunk, de a 18. századi urbáriumok megemlékeznek az ekkor már erősen romos vár épületeiről. A Báthori család kihalásával 1648-ban a Rákóczi-család szerezte meg Nyírbátort és a hozzá tartozó uradalmat.
II. Rákóczi Ferenc szabadságharcának bukása után 1711-ben a birtokot a kincstár lefoglalta, azonban Rákóczi Ferenc Bánffy Györgynek elzálogosította. Utódaik birtokában maradt 1747-ig. Ekkor Nyírbátort, mint az ecsedi uradalom tartozékát gróf Károlyi Ferenc vette meg. A 18. században az egykori konyhát és az ebédlőtermet is magába foglaló épületből magtárt alakítottak ki, feltételezhető felső emeletét lebontották. A használaton kívüli épület állapota az utóbbi évtizedekre meglehetősen leromlott. Szekér György építész-művészettörténész elméleti rekonstrukciójára támaszkodó tervei alapján a teljes felújításra Wittinger Zoltán  építész művezetésével 2006-ban került sor.
Az épület Magyarország egyik legjelentősebb késő gótikus emléke, melyet 1985-ben műemlékké nyilvánítottak.
Az úgynevezett Északi Palota pincéjében kőtár és étterem, földszintjén kiállítótermek, újraépített emeletén, belsőépítészeti rekonstrukció keretében kiállítótérként is funkcionáló ebédlőpalota és hálóterem került kialakításra. A nagyszabású tetőtérben konferenciatermet alakítottak ki.

## Közélete

### Polgármesterei
- 1990–1994: Petróczki Ferenc (nem ismert)[5]
- 1994–1998: Petróczki Ferenc (Fidesz-FKgP-KDNP-MDF-MIÉP)[6]
- 1998–2002: Petróczki Ferenc (Fidesz-FKgP-MDF-KDNP)[7]
- 2002–2003: Dr. Veres János (MSZP-SZDSZ)[8]
- 2003–2006: Balla Jánosné (MSZP-SZDSZ)[9]
- 2006–2010: Balla Jánosné (MSZP-SZDSZ)[10]
- 2010–2014: Balla Jánosné (MSZP)[11]
- 2014–2019: Máté Antal (független)[12]
- 2019–2024: Máté Antal (független)[13]
- 2024– : Máté Antal (Nyírbátor Jövőjéért Egyesület)[1]

A településen 2003. június 15-én időközi polgármester-választást tartottak, mert az előző polgármestert márciustól a Pénzügyminisztérium politikai államtitkárává nevezték ki, és az összeférhetetlenség miatt lemondott posztjáról.

## Népesség
A település népességének változása:
| Lakosok száma | 12 399 | 12 341 | 11 831 | 11 403 | 11 494 | 11 388 | 11 237 |
|               | 2013   | 2014   | 2018   | 2021   | 2022   | 2023   | 2024   |

2001-ben a város lakosságának 87%-a magyar, 13%-a cigány nemzetiségűnek vallotta magát.
A 2011-es népszámlálás során a lakosok 89,2%-a magyarnak, 13,9% cigánynak, 0,3% németnek, 0,3% románnak mondta magát (10,7% nem nyilatkozott; a kettős identitások miatt a végösszeg nagyobb lehet 100%-nál). A vallási megoszlás a következő volt: római katolikus 18,3%, református 33,8%, görögkatolikus 17,2%, evangélikus 0,2%, felekezeten kívüli 8,3% (21,4% nem válaszolt).
2022-ben a lakosság 88,7%-a vallotta magát magyarnak, 2,7% cigánynak, 0,3% ukránnak, 0,3% németnek, 0,1-0,1% románnak, ruszinnak és szerbnek, 1,6% egyéb, nem hazai nemzetiségűnek (11,2% nem nyilatkozott; a kettős identitások miatt a végösszeg nagyobb lehet 100%-nál). Vallásuk szerint 12,9% volt római katolikus, 27% református, 16,5% görög katolikus, 0,8% egyéb keresztény, 0,2% evangélikus, 6,2% felekezeten kívüli (36,1% nem válaszolt).

## Nevezetességei

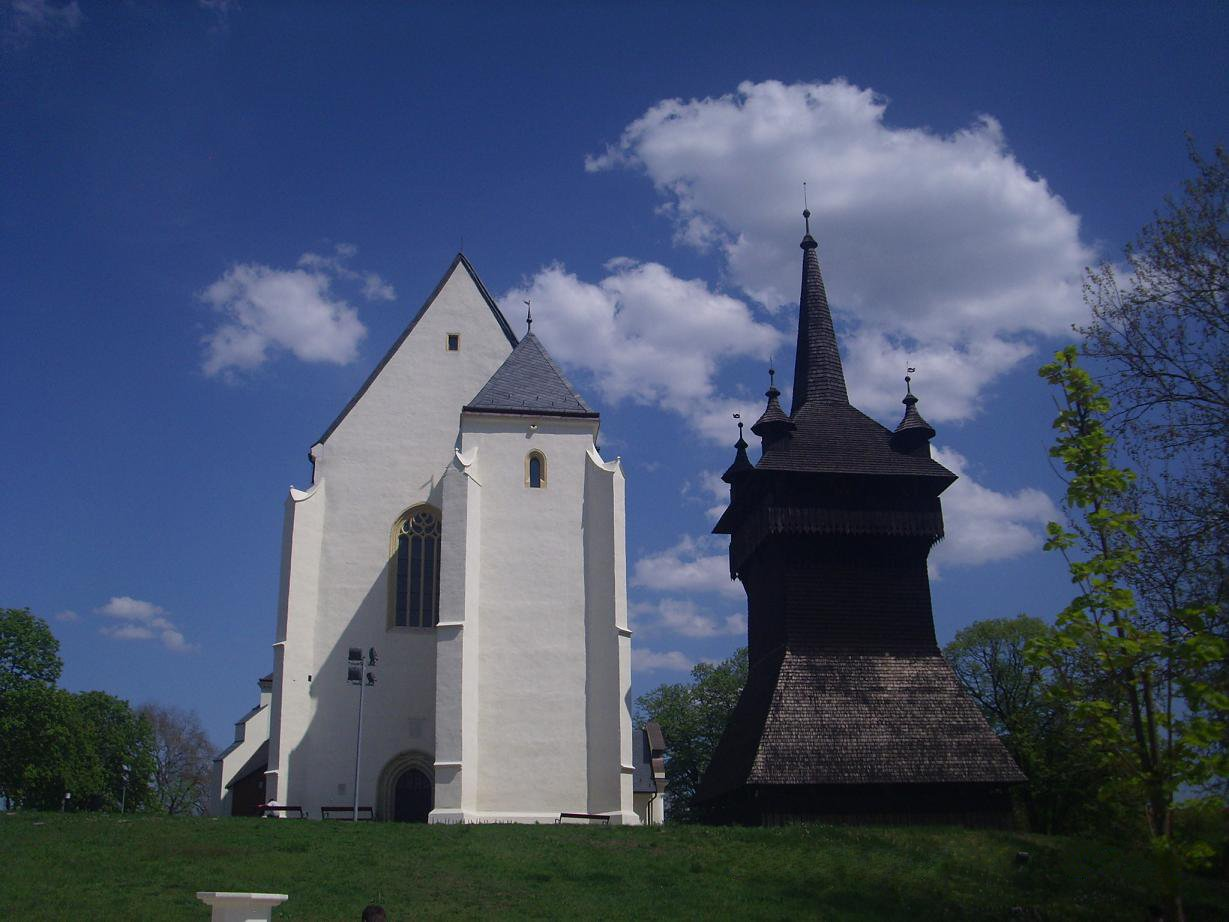
Református templom és a harangtorony

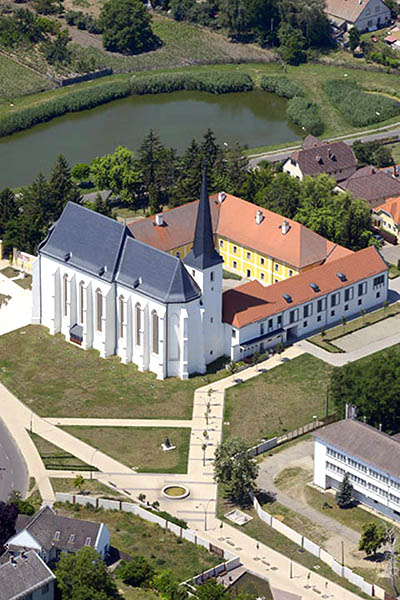
Minorita templom és rendház (ma Báthori István Múzeum) légi fotón

- Nyírbátori református templom, (gótikus stílusú), Magyarország egyik legrégebbi harangtornyával.
- A Báthoriak 15. századi, 2006-ban felújított várkastélya.
- A nyírbátori római katolikus minorita templom 1480-ban épült, valószínűleg a győztes kenyérmezei csata zsákmányából építtette ecsedi Báthori István erdélyi vajda, akit  1493-ban itt temettek el,[19] később a Báthori-család több tagját is itt helyezték örök nyugalomra. A templomban található a rendkívül nevezetes Krucsay-oltár, mely drámai módon mutatja be Jézus Krisztus szenvedéstörténetét.
- Báthori István Múzeum, az 1735–1758 között épült minorita rendházban. A múzeumot 1955. májusában egy elszánt nyírbátori néprajztudós, Szalontai Barnabás alapította; A településen korábban közgyűjtemény, tudományos intézmény nem volt.
- Várostörténeti sétány, amely a Báthori István Múzeumot, a minorita templomot, a református templomot és a Báthori várkastélyt köti össze. A sétány szoborcsoportjain keresztül a látogató betekintést nyerhet Nyírbátor történelmébe.
- Sárkány Wellness és Gyógyfürdő

## Gazdaság
Külsőbb területein több ipartelep is található; kiemelkedő szerepet töltenek be a város életében az Unilever, a Rosenberger, a Coloplast és a Diehl Aircabin cégek, melyek több családnak biztosítanak megélhetést nem csak a városban, de a környező településen élők körében is.

## Híres emberek
- Itt született 1560. augusztus 7-én ecsedi Báthori Erzsébet grófnő
- Itt született Mandel Eduárd (1814. december 18. - 1899. október 18.) nagybirtokos, mecénás, a "Bóni" Gyártelep és Mezőgazdasági Részvénytársaság, Nyírbátor első díszpolgára
- Itt született Dr. Mandel Pál (1840. január 6. – 1908. február 7.) ügyész és országgyűlési képviselő, nyírbátori földbirtokos
- Itt született Thanhoffer Lajos (1843. november 23. – 1909. március 22.) orvos, anatómus, hisztológus, egyetemi tanár, a Magyar Tudományos Akadémia tagja
- Itt született Kun András (1911. november 8. - 1945. szeptember 19.) "Kun páter", kiugrott minorita szerzetes, nyilas pártszolgálatos, háborús bűnös
- Itt született Kovács István (1921. szeptember 21. – 1990. november 29.) jogtudós, alkotmányjogász, az állam- és jogtudomány doktora, a Magyar Tudományos Akadémia rendes tagja
- Itt született Heinzelmann Emma (1930. március 14.) Munkácsy Mihály-díjas grafikus, illusztrátor
- Itt született Péva Ibolya (1941. március 25.) színésznő, a Miskolci Nemzeti Színház örökös tagja
- Itt született Molnár Lajos (1946. október 13. – 2015. március 23.) orvos, fül-orr-gégész, politikus, egykori egészségügyi miniszter
- Itt született Zsigó Jenő (1952. augusztus 25.) a Magyarországi Roma Parlament alapítója, szociológus, népművelő.
- Itt született Veres János (1957. február 5.) magyar agrármérnök-szakközgazdász, politikus, országgyűlési képviselő, egykori pénzügyminiszter
- Itt született Békés Csaba 1957. február 3-án történész, egyetemi tanár
- Itt született Gajdics Ottó (1963. október 8.) magyar újságíró, szerkesztő, műsorvezető
- Itt született Bartha Antal (1967. december 14-én) bábművész, színész
- Itt született Béres Zoltán (Nyírbátor, 1968. január 11. –) olimpiai bronzérmes magyar ökölvívó.
- Itt született Szabó Győző 1970. július 7-én színművész, reklámgrafikus
- Itt született Egri László (1988. május 11.-) költő, tanár, történész
- Itt született Furkó Kálmán karatemester

## Fesztiválok
- „Szárnyas Sárkány Hete” Nemzetközi Utcaszínházi Fesztivál
- Nyírbátori Zenei Napok[20]
- Rock-, Blues és Gasztro Fesztivál[21]
- 2021-ben Nyírbátorban Báthory-emlékévet rendeztek.

## Képek a városról

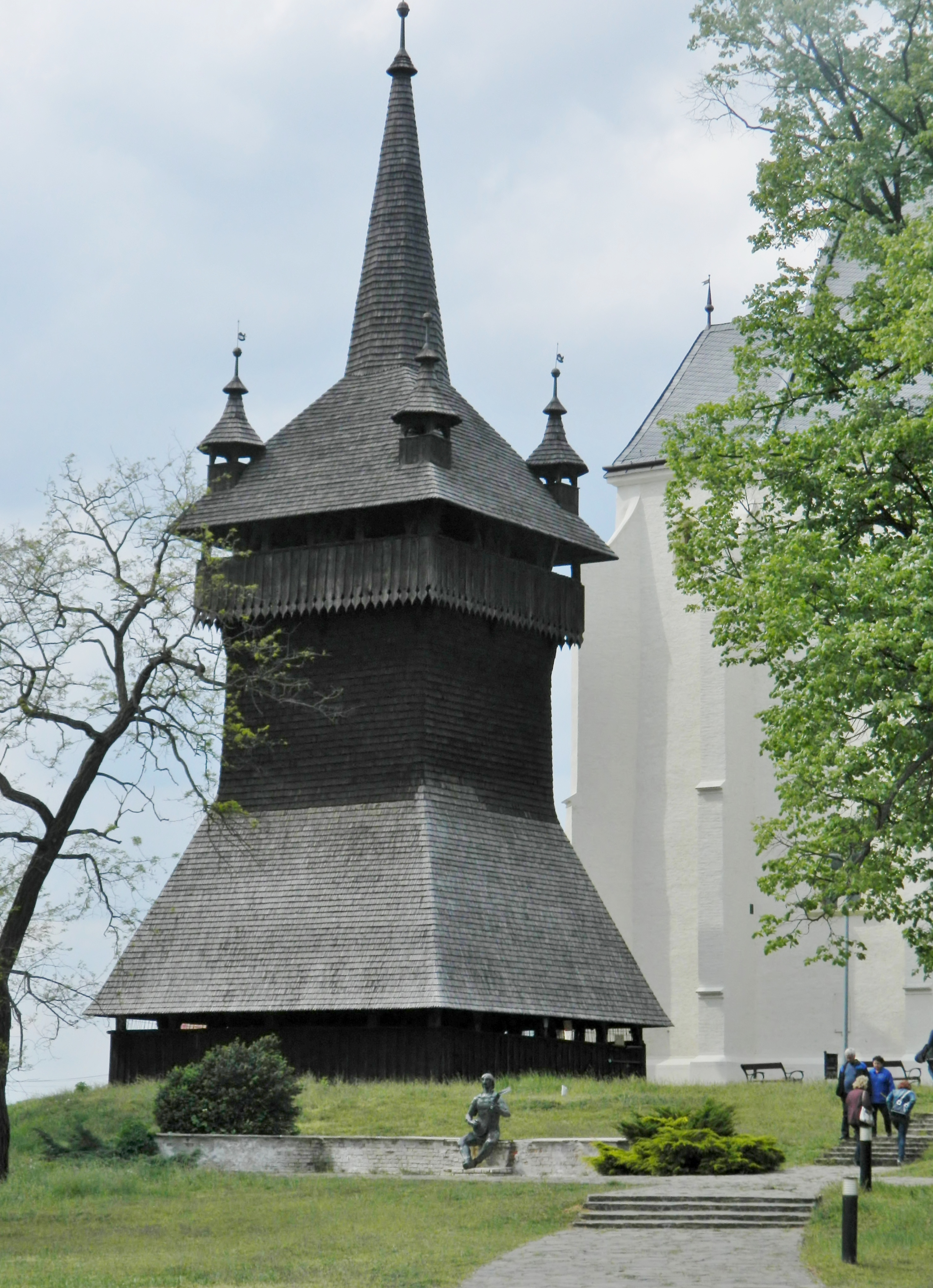
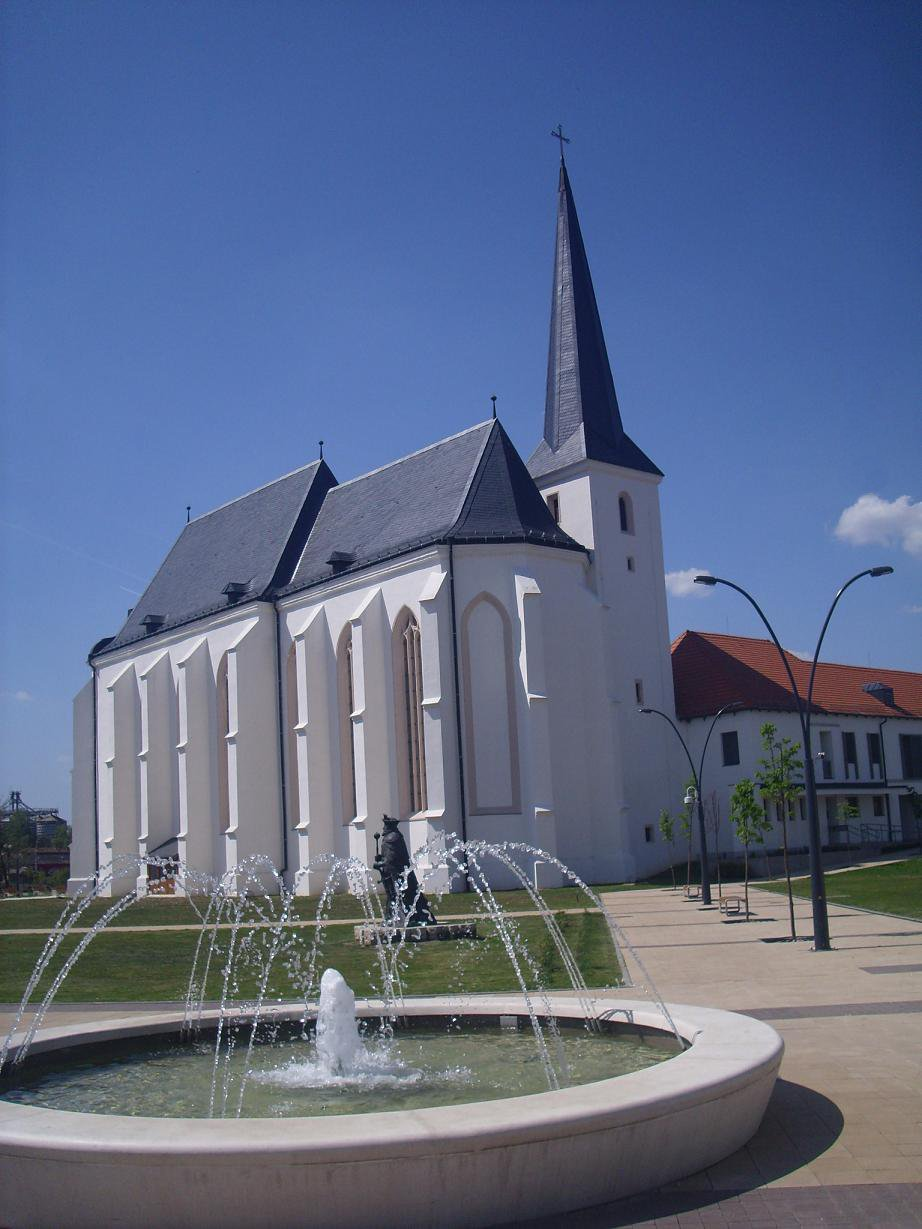
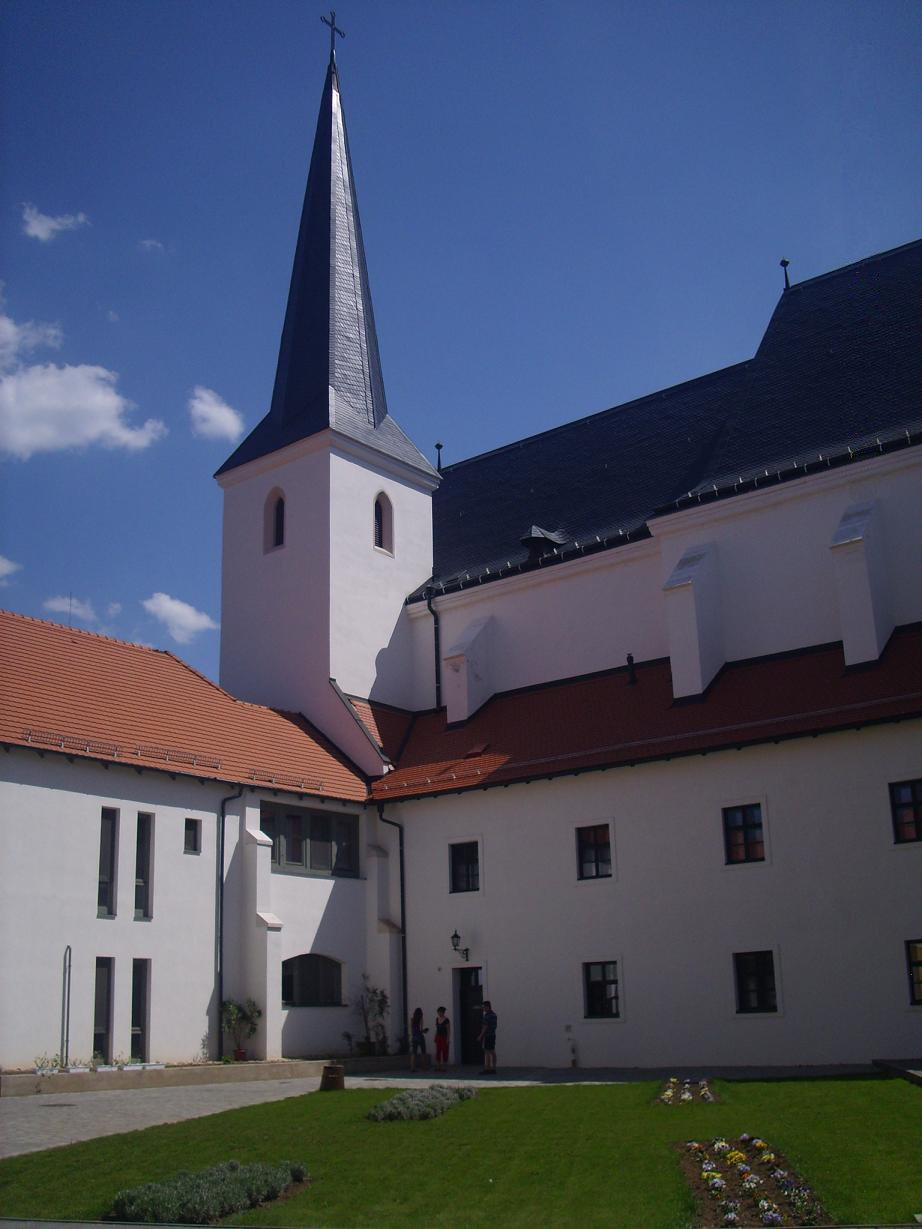
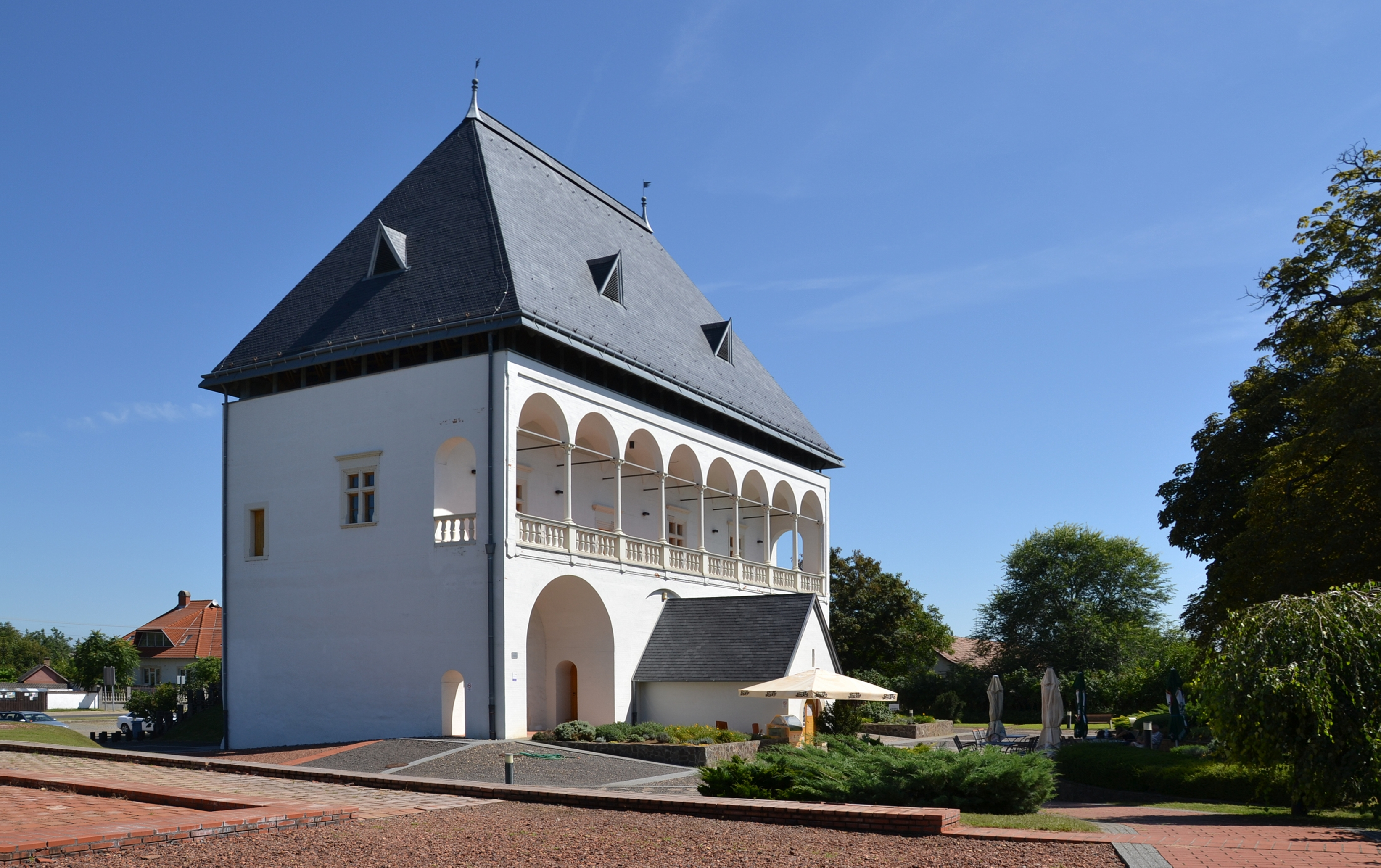
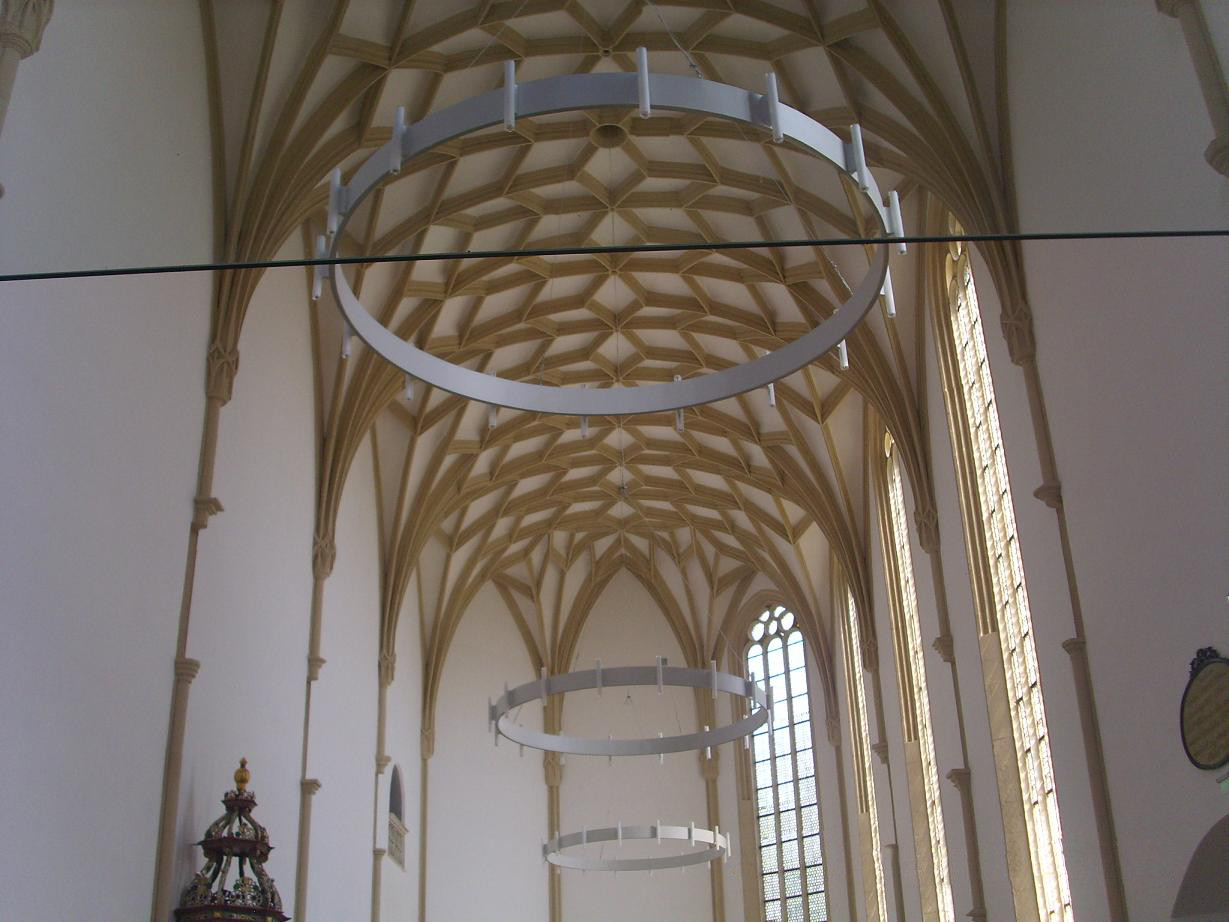

## Testvérvárosai
- Szilágysomlyó, Románia
- Nagykároly, Románia
- Nagyszőlős, Ukrajna
- Rawa Mazowiecka, Lengyelország
- Hrodna, Fehéroroszország